# Adraneothrips bellus
Adraneothrips bellus är en insektsart som först beskrevs av Ian A. Hood och Williams 1915.  Adraneothrips bellus ingår i släktet Adraneothrips och familjen rörtripsar. Inga underarter finns listade i Catalogue of Life.